# Colibri casqué
Oxypogon guerinii
Espèce
Statut de conservation UICN

 LC  : Préoccupation mineure
Statut CITES
Le Colibri casqué (Oxypogon guerinii) est une espèce d'oiseaux de la famille des Trochilidae.

## Taxinomie
À la suite des travaux de Collar & Salaman (2013), l'espèce Oxypogon guerinii, originellement constituée de quatre sous-espèces, et connue en tant que Colibri casqué, est divisée en quatre, chacune des sous-espèces devenant une espèce à part entière. O. g. cyanolaemus devient Oxypogon cyanolaemus, le Colibri à barbe bleue ; O. g. lindenii devient Oxypogon lindenii, le Colibri de Linden ; O. g. stuebelii devient Oxypogon stuebelii, le Colibri de Stübel ; et Oxypogon g. guerinii reste Oxypogon guerinii, et garde le nom normalisé de Colibri casqué.
Initialement décrite en 1840 par Auguste Boissonneau sous le protonyme Ornismia Guerinii (les graphies Ornismya et Ornysmia sont également trouvées), l'espèce est déplacée par John Gould en 1848 pour son genre actuel. L'épithète spécifique commémore Félix Édouard Guérin-Méneville, entomologiste français mais avant tout le directeur de publication de La revue Zoologique de La Société Cuvierienne qu'il était.

## Description
Le colibri casqué atteint une longueur de corps d'environ 11,5 centimètres pour un bec très court, long de seulement 8 mm. Les parties supérieures sont vert olive chez le mâle ; celui-ci porte également une crête distinctive, noire et blanche. Il porte sur le dessous de la tête comme une petite barbe hirsute de longues plumes blanches, traversée de rayures vertes. La partie sombre de la tête a la forme d'un triangle. À l'arrière de ce triangle, un collier blanc à jaunâtre part du cou jusqu'à la poitrine. Les parties inférieures sont brun ou d'un jaunâtre sale avec des taches circulaires vertes. La queue peu fourchue est relativement longue, et les plumes centrales de la queue sont bronze-olive. Les rectrices externes sont principalement blanches avec des bords rouges et tachetées de bronze. La femelle ressemble beaucoup au mâle, mais n'a pas de barbe et de taches. Plus globalement, le plumage de la femelle est plus terne.[réf. nécessaire]

## Écologie et comportement
La saison de reproduction s'étale de juillet à septembre. Le nid est assez profond, accroché aux pentes rocheuses ou sablonneuses ou dans la fourche d'un arbuste (Espeletia sp. par exemple).

## Répartition et habitat
L'espèce est endémique de la Colombie. Elle habite le páramo de la cordillère Occidentale de Colombie, jusqu'au sud du Cundinamarca ;
Elle occupe les prairies et les zones broussailleuses du páramo situées entre 3 200 et 5 200 m d'altitude.